# Jekerpark
Het Jekerpark is een stadspark en natuurpark aan de rand van het centrum van Maastricht. Het park is een voortzetting van het Stadspark Maastricht en is tevens onderdeel van het natuurgebied Jekerdal.

## Ligging
Tot het Jekerpark wordt gerekend het deel van het Jekerdal grotendeels gelegen op de rechteroever van het riviertje de Jeker tussen de brug over de Jeker bij de Prins Bisschopsingel in het noorden en het einde van de Meesenbroekweg in het zuiden. Een klein deel van het park ligt op de linker Jekeroever ten oosten van de Bieslanderweg. De westelijke begrenzing wordt gevormd door de Jeker zelf en de achtertuinen van de huizen aan de Champs Elyseesweg. De Laan van Brunswijk en de Meesenbroekweg vormen de oostelijke begrenzing van het park. Het Jekerpark is geheel gelegen in de wijk Sint Pieter; de omringende woningen behoren echter tot de wijken Jekerdal en Biesland. Het Volkstuinencomplex Jekerdal, het Sportparkpark Jekerdal en de Natuurtuin Jekerdal zijn deelgebieden van het Jekerpark.
Het Jekerpark ligt op loopafstand van de Maastrichtse binnenstad. Het grenst zowel aan het Stadspark Maastricht als aan het Waldeckpark en vormt daarmee onderdeel van de parkengordel aan de zuidrand van de stad. De verbinding met het Stadspark is sinds 2014 versterkt door de bestemming van een deel van het terrein van de Tapijnkazerne tot park.

## Geschiedenis
Een deel van de terreinen waar thans het Jekerpark ligt, was tot 1867 onderdeel van De Kommen, een laaggelegen deel van de vestingwerken van Maastricht, dat door inundatie van de Jeker onder water gezet kon worden. Na 1867 bleef het gebied nog jarenlang in gebruik als militair oefenterrein. Dat ook de natuurwaarde in die tijd al werd ingezien, blijkt uit de oprichting van de vereniging Het Jekerdal in 1888, die er toeristische rondleidingen verzorgde.
Tot 1986 loosden grote delen van Maastricht-West, inclusief het Ziekenhuis Sint Annadal, hun rioolwater op de Jeker. In dat jaar werd een begin gemaakt met de aanleg van een stamriool langs de Jeker. Tevens werd de rivier grondig schoongemaakt.

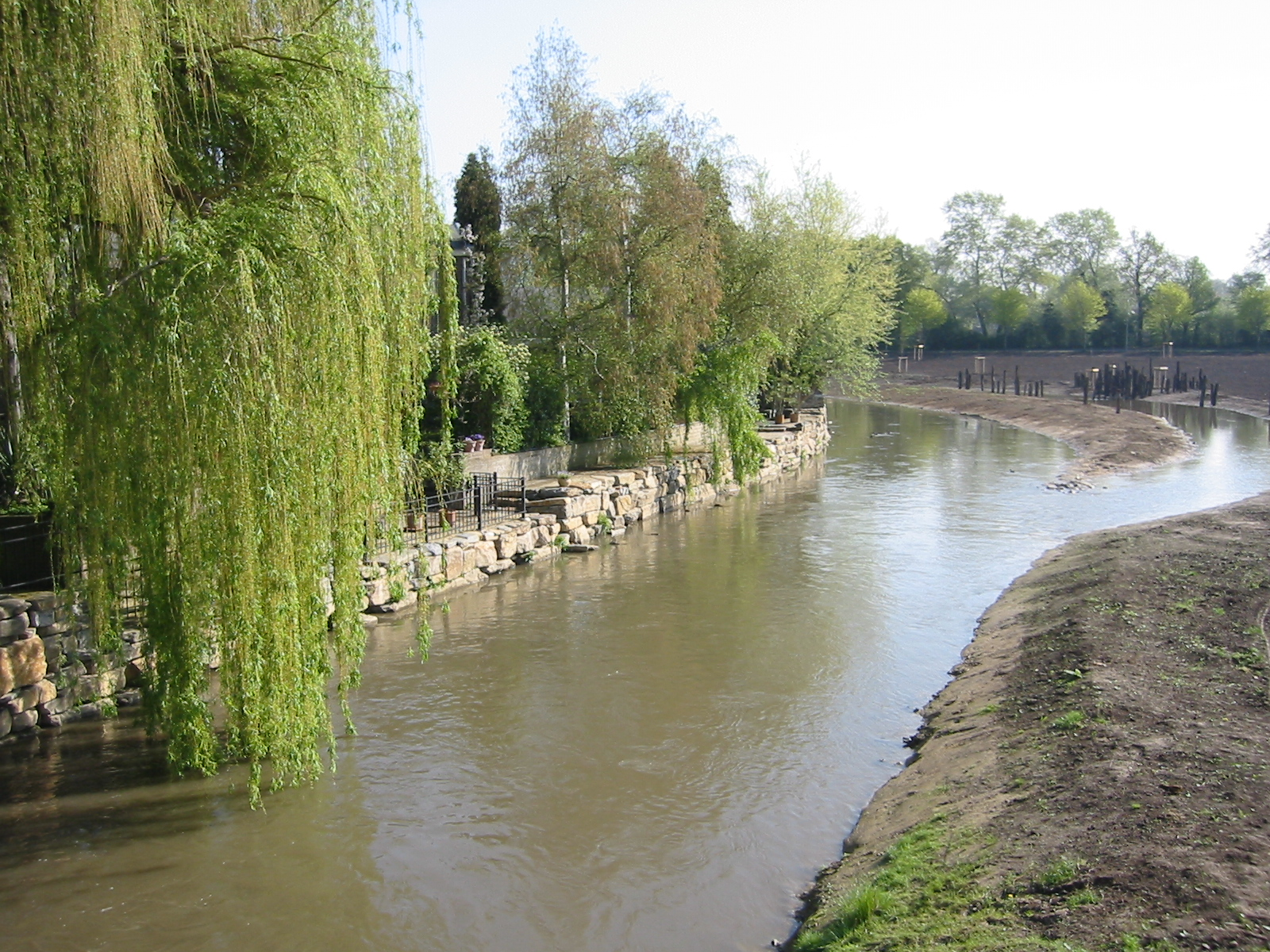
Aanleg Jekerpark in 2004 met nieuw beschoeide oevers en eilandje in de Jeker

Het ongeveer 7 hectare grote Jekerpark is in 2004 gerealiseerd door de gemeente Maastricht en het Waterschap Roer en Overmaas in het dal van de Jeker ten zuiden van de Prins Bisschopsingel. Voor de aanleg van het park op de overgang tussen stad en platteland moesten een aantal volkstuintjes worden verplaatst naar een nieuw complex aan de Laan van Brunswijk nabij het Sportpark Jekerdal. Ook dit sportpark is nieuw ingericht.
De Jeker werd uitgediept om een waterafvoer van 25 m³/sec te garanderen, waardoor de kans op overstromingen is afgenomen. Een deel van de grond die uit de Jeker werd verwijderd, is gebruikt om een glooiend landschap te creëren. In de Jeker zelf werd een eilandje gecreëerd. De oevers zijn uitgevoerd met gevarieerde taludhellingen. Daar waar onvoldoende ruimte was tot profielverruiming of waar infrastructuur aan de oevers moest worden beschermd, werden stapelmuren aangebracht van Ardenner grèsstenen, die in een open structuur werden gestapeld.
De aanleg van het park was onderdeel van een plan van het Waterschap Roer en Overmaas om het Nederlandse deel van het stroomgebied van de Jeker opnieuw in te richten om de kans op wateroverlast te minimaliseren en de visstand te verbeteren. Daarvoor werden bij een drietal watermolens langs de Jeker vistrappen of omleidingen aangelegd. Stroomopwaarts, nabij de Belgische grens, werd een moderne wandelbrug aangelegd, die een verbinding vormt tussen het Cannerbos en de Sint-Pietersberg. De herinrichting van het Jekerdal werd in 2009 genomineerd voor de Gouden Piramide, een prijs van de Nederlandse overheid voor inspirerend opdrachtgeverschap op het gebied van architectuur, stedenbouw, landschapsarchitectuur, infrastructuur en ruimtelijke ordening.

## Beschrijving

### Parkaanleg
Het gebied is ingericht als een licht glooiende, bloemrijke weide met verspreid staande bomen en boomgroepen en een slingerend wandelpad. Het nieuwe park refereert door zijn inrichting zowel aan de nabijgelegen stadsparken in het noorden als aan het open cultuurlandschap van het Jekerdal in het zuiden. Langs de Jeker is getracht natuurlijke oevers te creëren met gevarieerde taludhellingen. Daar waar onvoldoende ruimte was tot profielverruiming of waar infrastructuur aan de oevers moest worden beschermd, zijn stapelmuren aangebracht van Ardenner grèsstenen, die in een open structuur zijn gestapeld.
De Natuurtuinen, die eigenlijk net buiten de grenzen van het Jekerpark vallen, worden onderhouden door een team van vrijwilligers onder begeleiding van medewerkers van het Centrum voor Natuur- en Milieu Educatie (CNME). Er wordt ecologisch getuinierd, er worden zaden van wilde planten verkocht, wilde bijen gehouden, er is een vaste schildergroep actief en het IVN-Maastricht heeft er haar thuisbasis. Er is een kindertuin, een blote voetenpad en een insectentoren. Het op het terrein gelegen gebouw wordt gebruikt voor cursussen, workshops en vergaderingen.

### Kunst, poëzie

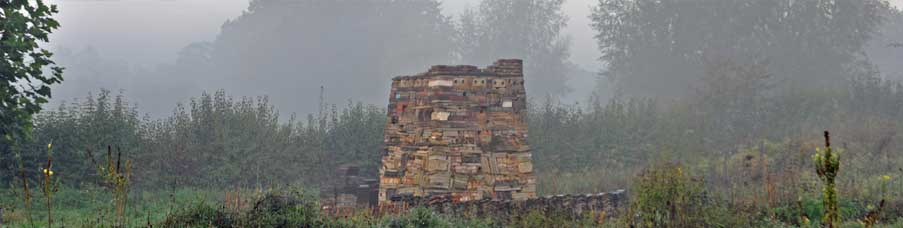
Ecotoren in aanbouw in de Natuurtuinen

In de Natuurtuinen bouwt de kunstenaar Chrys Steegmans sinds enige jaren aan een 7 meter hoge ecotoren, een van afvalbouwmaterialen gebouwde toren, waarin insecten, reptielen, vogels en kleine zoogdieren beschutting kunnen vinden.
In 2004 werd op initiatief van kunstenaar Harry Maks en historicus Servé Minis een gedichtenroute aangelegd, met vijf in grote blokken natuursteen gebeitelde odes aan de Jeker, die verspreid in het park staan opgesteld. Geselecteerd werden vier gedichten van bekende Maastrichtse dichters: Droom in het Jekerdal van Pierre Kemp, Wandeling van Wiel Kusters, Jeker van Hans van de Waarsenburg en nog een keer Wandeling van Frans Budé. Voor het vijfde gedicht werd door de gemeente Maastricht een poëziewedstrijd uitgeschreven, met als winnaar Draai om Jeker van Erik Solvanger.

### Architectuur
Aan de Champs Elyseesweg, op de rechteroever van de Jeker, liggen enkele landhuizen uit de jaren 1930, die met hun tuinen aan het park grenzen. Aansluitend liggen twee villa's van Theo Teeken uit 1988 en 1989, en een woonhuis met atelier van Frans Dingemans uit 1949.
In het aan het Jekerpark grenzende Sportpark Jekerdal is in 2006 een nieuw clubhuis gerealiseerd van tennisvereniging Kimbria naar ontwerp van Jo Janssen. Het gebouw is opgezet als een vrijstaand volume aan de rand van een verdiept gelegen terrein. Door de getrapte opbouw van het terrein en door de ligging van het gebouw op een plateau, is er uitzicht over de tennisbanen. Een bestaande volgroeide boom werd opgenomen in het plateau en staat precies in de as van het gebouw. Het gebouw is bekleed met western red cedar en gaat daardoor op in de omgeving.

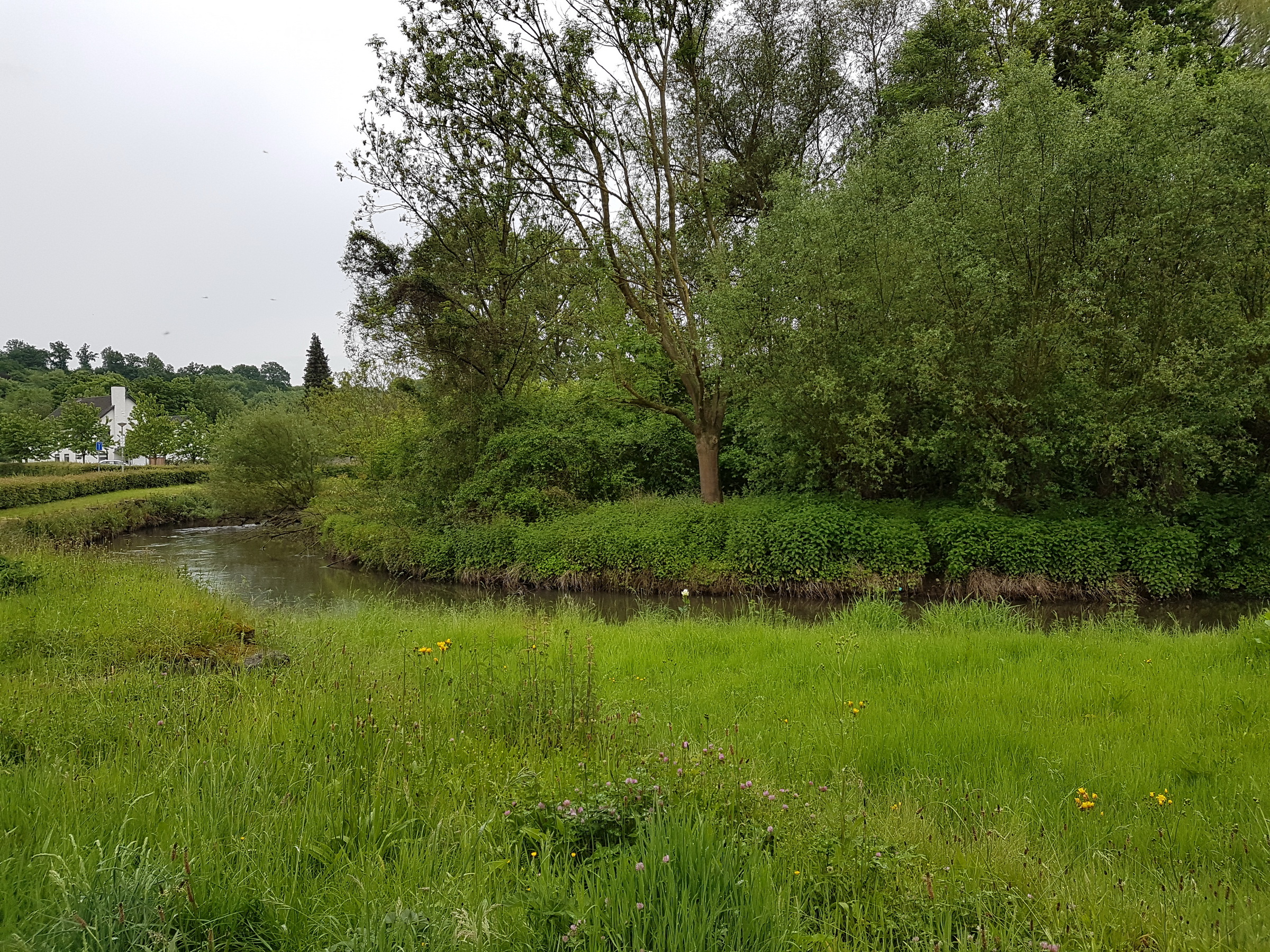
Rivierbocht
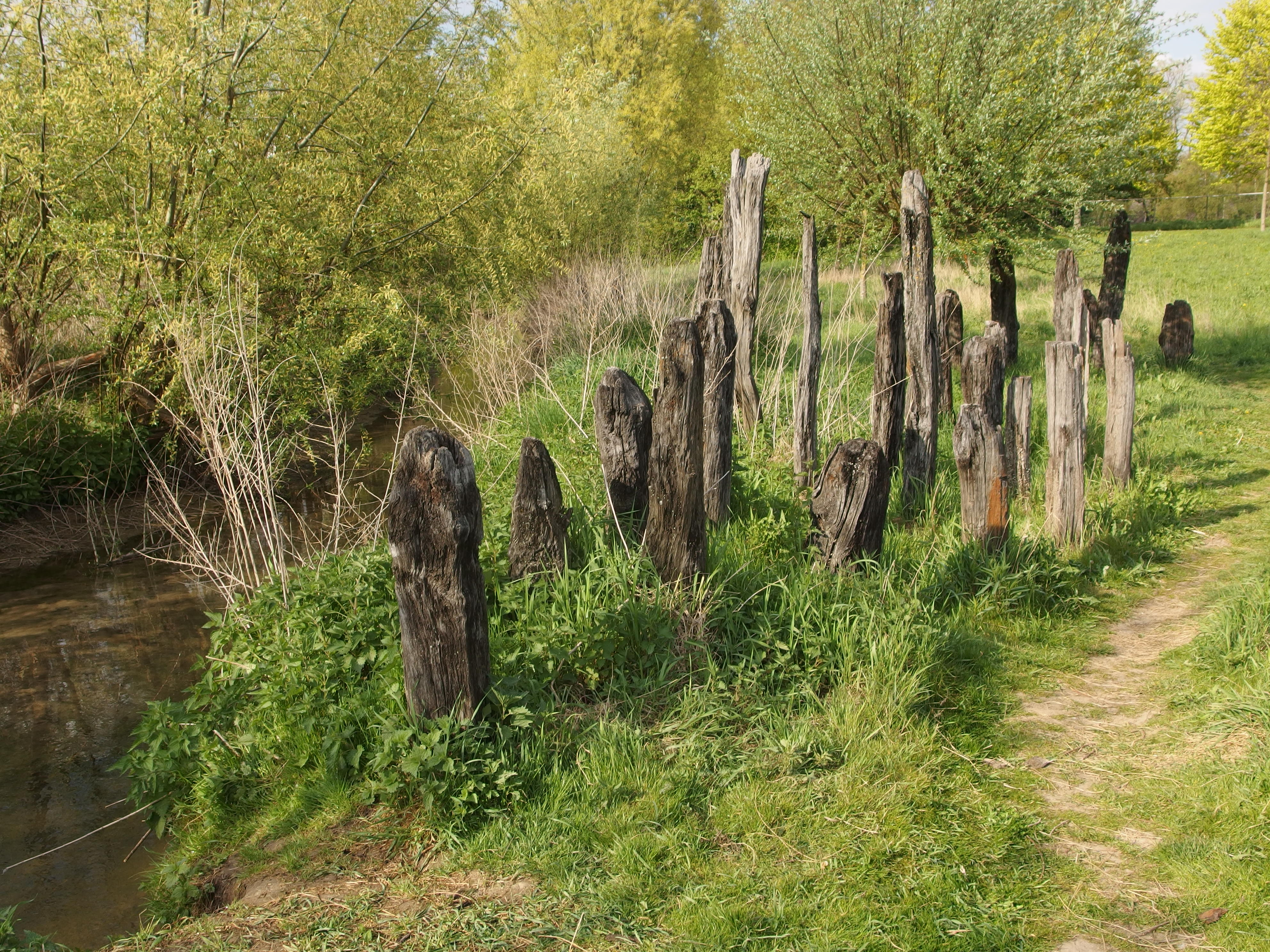
Natuurpark
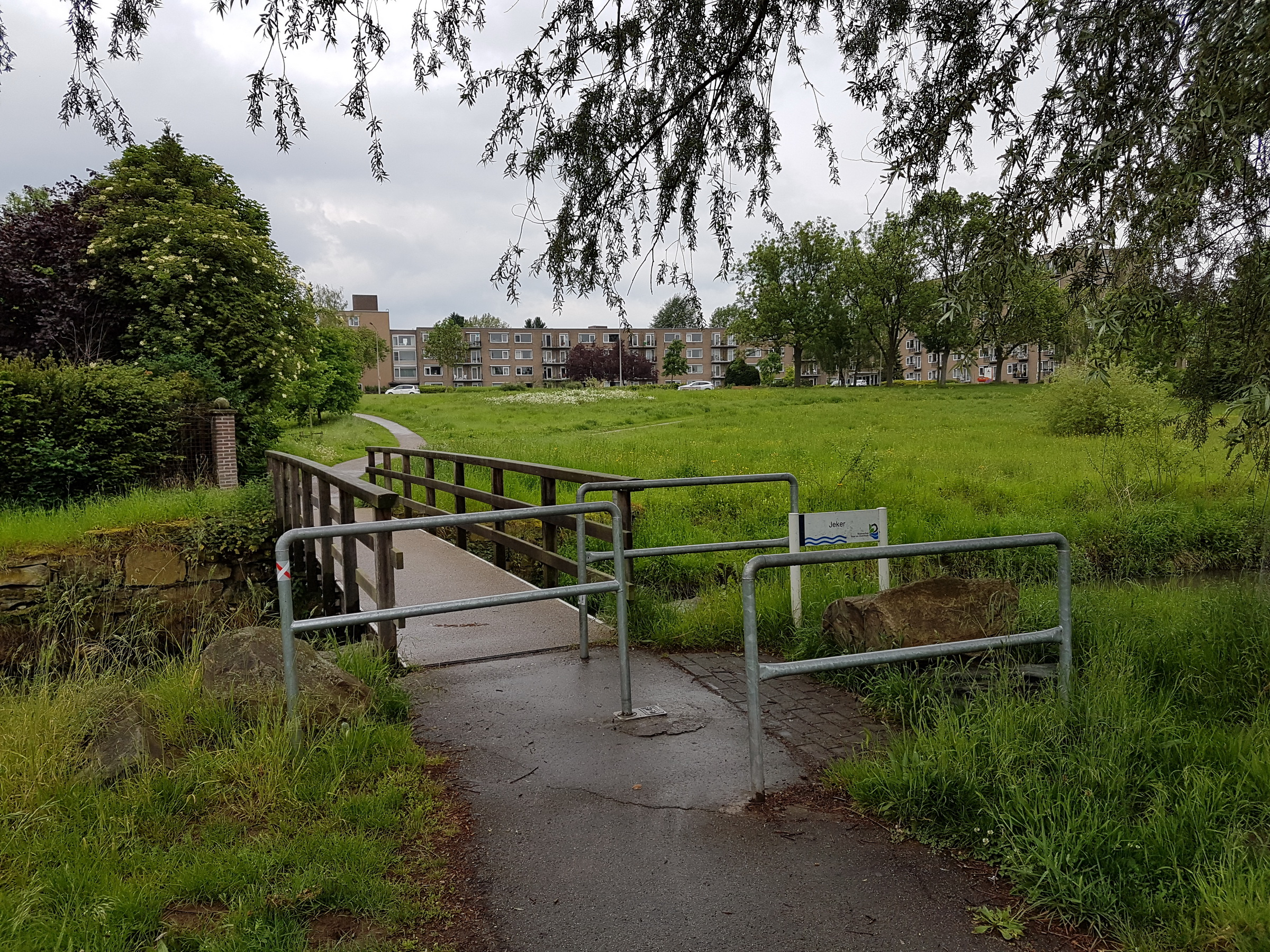
Voetgangersbrug
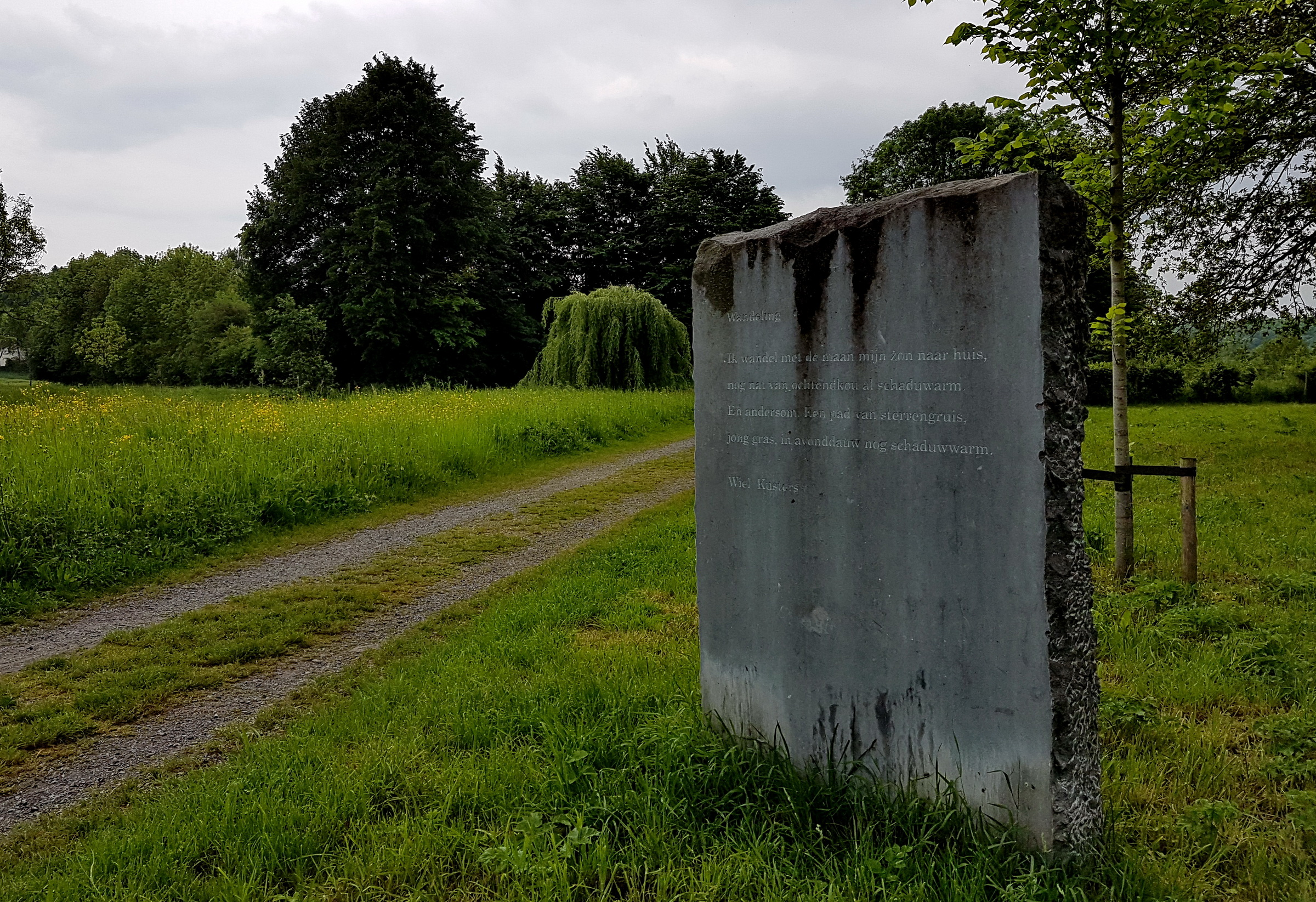
Gedicht Wiel Kusters